# 况璟
况璟（1467年—？），字汝明，江西瑞州府高安縣人，民籍，明朝政治人物。

## 生平
江西鄉試第五十九名舉人。弘治三年（1490年）中式庚戌科會試第二百四十六名，三甲第八十名進士。授福清县知县，官至南京兵部郎中。

## 家族
曾祖况彥琳；祖父况大祿；父况萬謀，母鄒氏。具庆下。